# فرانك ماكينا
فرانك ماكينا هو مصرفي ودبلوماسي ومحامي وسياسي كندي، ولد في 19 يناير 1948 في Apohaqui, New Brunswick ‏ في كندا. نشط حزبياً في الجمعية الليبرالية لنيو برونزويك ‏.

## مناصب
- انتخب عضو الجمعية التشريعية لنيو برونزويك ‏ (11 سبتمبر 1995 – 13 أكتوبر 1997).
- انتخب عضو الجمعية التشريعية لنيو برونزويك ‏ (12 أكتوبر 1982 – 11 سبتمبر 1995).
- انتخب Leader of the Opposition (New Brunswick) [الإنجليزية]‏ (1985 – 1987).
- انتخب سفير كندا لدى الولايات المتحدة ‏.
- انتخب Premier of New Brunswick [الإنجليزية]‏ (27 أكتوبر 1987 – 13 أكتوبر 1997).